# Elecciones a las Cortes Valencianas de 2023
Las elecciones a las Cortes Valencianas correspondientes a la xi legislatura de la Comunidad Valenciana del actual período democrático tuvieron lugar el domingo 28 de mayo de 2023. De acuerdo con el Estatuto de Autonomía del 2006 y la ley electoral valenciana, la circunscripción electoral es la provincia y cada una de las tres provincias valencianas tiene asignado un mínimo de veinte diputados, más un número adicional variable en función de su población, hasta llegar a los 99 diputados que forman las Cortes Valencianas. Estas elecciones autonómicas se celebraron junto con las elecciones municipales y las del resto de autonomías del régimen común.

## Características

### Sistema electoral
Según la ley electoral valenciana, para presentar candidaturas, las agrupaciones de electores deben recoger, al menos, la firma del 1 % de los inscritos en el censo electoral de la circunscripción respectiva, pudiendo cada elector apoyar solo a una agrupación electoral.
Por lo que respecta al número de diputados de las Cortes Valencianas, estas están compuestas por 99 diputados, elegidos cada cuatro años mediante el sistema D'Hondt. Los candidatos se presentan en listas cerradas de los partidos políticos, y el voto es directo y secreto, pudiendo votar todos los mayores de 18 años. Para las elecciones la Comunidad Valenciana se divide en tres circunscripciones electorales, coincidiendo con las tres provincias (Alicante, Castellón y Valencia).
Según la ley electoral de la Comunidad Valenciana, para la atribución de escaños de acuerdo con los resultados del escrutinio se realiza conforme a las siguientes reglas:
- No se tienen en cuenta aquellas candidaturas que no hubieran obtenido al menos el 5 % de los votos emitidos en la Comunidad Valenciana.[8]
- Se ordenan de mayor a menor, en una columna, las cifras de votos obtenidos por las respectivas candidaturas.[8]
- Se divide el número de votos obtenidos por cada candidatura por 1, 2, 3, etcétera, hasta un número igual al de escaños correspondientes a la circunscripción. Los escaños se atribuyen a las candidaturas que obtengan los cocientes mayores en el cuadro, atendiendo a un orden decreciente.[8]
- Cuando en la relación de cocientes, con aplicación en su caso de decimales, coincidan dos o más correspondientes a distintas candidaturas, el escaño se atribuirá a la que mayor número total de votos hubiese obtenido. Si hubiera dos candidaturas con igual número total de votos, el primer empate se resolverá por sorteo y los sucesivos de forma alternativa.[8]
- Los escaños correspondientes a cada candidatura se adjudican a los candidatos incluidos en ella por el orden de colocación en que aparezcan.[8]

### Administración electoral
La Administración Electoral tiene como finalidad garantizar la transparencia y objetividad del proceso electoral y el principio de igualdad en el acceso a los cargos públicos. La Administración Electoral está formada por la Junta Central Electoral y todas las instituciones electorales que establece la Ley Electoral de la Generalidad Valenciana:
- La Junta Electoral Central tiene por funciones el dirigir y supervisar la actuación de la Oficina del Censo Electoral; cursar instrucciones de obligado cumplimiento a las Juntas Electorales Provinciales y, en su caso, de Comunidad Autónoma; resolver con carácter vinculante las consultas que le eleven las Juntas Provinciales y, en su caso, las de la Comunidad Autónoma; revocar de oficio en cualquier tiempo o, a instancia de parte interesada las decisiones de las Juntas Electorales Provinciales y, en su caso, de Comunidad Autónoma, cuando se opongan a la interpretación de la normativa electoral realizada por la Junta Electoral Central; unificar los criterios interpretativos de las Juntas Electorales Provinciales y, en su caso, de comunidad autónoma en la aplicación de la normativa electoral; aprobar a propuesta de la Administración del Estado o de las administraciones de las comunidades autónomas los modelos de actas de constitución de mesas electorales, de escrutinio de sesión, de escrutinio general y de proclamación de electos. Tales modelos deberán permitir la expedición instantánea de copias de las actas, mediante documentos autocopiativos u otros procedimientos análogos; resolver las quejas, reclamaciones y recursos que se le dirijan, de acuerdo con la presente Ley o con cualquier otra disposición que le atribuya esa competencia; velar por el cumplimiento de las normas relativas a las cuentas y a los gastos electorales por parte de las candidaturas durante el período comprendido entre la convocatoria y el centésimo día posterior a la celebración de elecciones; ejercer potestad disciplinaria sobre todas las personas que intervengan con carácter oficial en las operaciones electorales; corregir las infracciones que se produzcan en el proceso electoral siempre que no sean constitutivas de delito e imponer multas hasta la cuantía máxima prevista en la Ley; y expedir las credenciales a los Diputados, Senadores y Diputados Provinciales y Consejeros insulares en caso de vacante por fallecimiento, incapacidad o renuncia, una vez finalizado el mandato de las Juntas Electorales Provinciales y de Zona.[9]
- La Junta Electoral de la Comunidad Valenciana se encarga de resolver las consultas que elevan las juntas electorales provinciales, y dictar instrucciones en materia de su competencia; resolver las quejas, reclamaciones y recursos que le sean dirigidos; ejercer la jurisdicción disciplinaria sobre todas las personas que intervengan con carácter oficial en las operaciones electorales; determinar y declarar en las elecciones a las Cortes Valencianas qué candidaturas han obtenido un número de votos superior al 5 % de los emitidos en la Comunidad Valenciana, como requisito previo imprescindible para la proclamación de candidatos electos por las Juntas Electorales Provinciales respectivas, las cuales a estos efectos deberán comunicar a la Junta Electoral de la Comunidad Valenciana el resultado del escrutinio, inmediatamente después de haberse efectuado; corregir las infracciones que se produzcan en el proceso electoral, siempre que no sean reservadas a los tribunales y otros órganos, e imponer multas; y aplicar y garantizar el derecho de uso gratuito de espacios a los medios de comunicación de propiedad pública, en el supuesto previsto en el artículo 32 de la Ley Electoral Valenciana, y en general garantizar el ejercicio de las libertades públicas durante el proceso electoral.[10]

El 10 de abril de 2015 se publicó en el DOCV que Pilar de la Oliva, presidenta de la Sala de lo Civil y Penal del Tribunal Superior de Justicia de la Comunidad Valenciana (TSJCV), fue nombrada presidenta de la Junta Electoral de la Comunidad Valenciana, del mismo modo que fueron nombrados vocales Antonio Vicente Cots Díaz, José Francisco Ceres Montes, María Pía Calderón Cuadrado, Tomás Sala Franco, Remedios Sánchez Férriz y Carlos Flores Juberías, mientras que la figura del secretario recayó en Francisco J. Visiedo Mazón.
- Las Juntas Electorales Provinciales podrán cursar instrucciones de cumplimiento obligatorio a las Juntas Electorales de Zona en cualquier materia electoral; resolver de manera vinculante las consultas que le elevan las Juntas Electorales de Zona; revocar de oficio en cualquier tiempo o instancia de parte interesada, dentro de los plazos previstos en el artículo 21 de la Ley Orgánica del Régimen Electoral General (LOREG), las decisiones de las Juntas Electorales de Zona cuando se opongan a la interpretación realizada por la Junta Electoral Provincial; y unificar los criterios interpretativos de las Juntas Electorales de Zona en cualquier materia electoral.[12]
- Las Juntas Electorales de Zona se encarga de resolver las consultas, quejas, recursos y reclamaciones efectuadas por los electores, los partidos políticos, asociaciones, coaliciones o federaciones y agrupaciones de electores, así como las alegaciones presentadas por aquellos que hayan estado designados presidentes y vocales de mesa sobre la imposibilidad de la aceptación del cargo; distribuir los emplazamientos disponibles para la colocación gratuita de carteles, pancartas y banderolas, así como los locales oficiales y lugares públicos disponibles para la realización gratuita de actos de campaña electoral; expedir la correspondiente credencial a los apoderados nombrados por los representantes de las candidaturas; y proveer a las mesas del material electoral necesario para el correcto desarrollo de la jornada electoral, así como supervisar la formación. En la actualidad hay 20 juntas electorales de zona:[13]
  - 8 en la provincia de Alicante: Alcoy, Alicante, Denia, Elche, Elda, Orihuela, Villajoyosa y Villena.
  - 3 en la provincia de Castellón: Castellón de la Plana, Segorbe y Vinaroz.
  - 9 en la provincia de Valencia: Alcira, Gandía, Játiva, Liria, Onteniente, Requena, Sagunto, Sueca y Valencia.
- Las mesas electorales, como unidad básica del proceso electoral, son parte de la administración electoral, están formadas por un/a presidente/a y dos vocales y sus respectivos suplentes, y tiene como objeto fundamental garantizar la libertad y el secreto del voto, así como velar para que el derecho del voto se ejerza personalmente.[14] El número exacto de mesas cambia cada convocatoria. Por ejemplo, para el proceso electoral de 2015 se constituyeron 5762 mesas electorales, 34 menos que en el año 2011.[15]

## Disolución de las Cortes y convocatoria de elecciones

Diputados por circunscripción electoral

El artículo 23.4 del Estatuto de Autonomía de la Comunidad Valenciana establece que la disolución y convocatoria de nuevas elecciones a las Cortes Valencianas se debe realizar por medio de un decreto del presidente de la Generalidad, el cual entrará en vigor el día de su publicación en el Diario Oficial de la Generalitat Valenciana (DOGV). En el mismo sentido se pronuncian los artículos 42 de la Ley Orgánica 5/1985 del Régimen Electoral General y 14 de la Ley 1/1987 Electoral Valenciana.
De este modo, las elecciones fueron convocadas el 4 de abril de 2023, tras publicarse en el DOGV el «Decreto 3/2023, de 3 de abril, del President de la Generalitat, de disolución de Les Corts y de convocatoria de elecciones a estas», firmado el mismo día por el presidente de la Generalidad Valenciana Ximo Puig, previa deliberación del Consejo de la Generalidad Valenciana. En el decreto, se disolvían las Cortes Valencianas elegidas el día 28 de abril de 2019, se convocaban elecciones autonómicas para el día 28 de mayo de 2023 y se establecía el número de diputados a elegir en cada circunscripción electoral, sumando un total de 99:
- Circunscripción electoral de Alicante: 35 diputados.
- Circunscripción electoral de Castellón: 24 diputados.
- Circunscripción electoral de Valencia: 40 diputados.

Además, se fijaba que la campaña electoral tendría una duración de quince días, desde las cero horas del día 12 de mayo de 2023 hasta las veinticuatro horas del día 26 de mayo de 2023. Finalmente, indicaba que la sesión constitutiva de las nuevas Cortes Valencianas tendría lugar el día 26 de junio de 2023 a las 10:30 horas en el Palacio de los Borja de Valencia.

## Candidaturas presentadas
A lo largo de varios meses antes de las elecciones, se fueron formando las distintas candidaturas a las elecciones. Alcanzada la fecha límite para su presentación, el 24 de abril de 2023, se proclamaron un total de 19 candidaturas.

### Candidaturas con representación previa en las Cortes Valencianas
A continuación, se muestra la lista de las candidaturas electorales que obtuvieron representación en las últimas elecciones a las Cortes Valencianas. Las candidaturas aparecen enumeradas en orden descendente de escaños obtenidos en las anteriores elecciones. Así mismo, los partidos y alianzas que conforman el gobierno en el momento de las elecciones están sombreados en verde claro.
| Candidatura | Candidatura                          | Integrantes             | Candidato/a                 | Diputados previos (2019) |
| ----------- | ------------------------------------ | ----------------------- | --------------------------- | ------------------------ |
|             | Partido Socialista Obrero Español    | PSPV-PSOE               | Ximo Puig (Presidente e.f.) | 27                       |
|             | Partido Popular                      | PPCV                    | Carlos Mazón                | 19                       |
|             | Ciudadanos- Partido de la Ciudadanía | CS                      | Mamen Peris                 | 18                       |
|             | Compromís: Més-Iniciativa-VerdsEquo  | Més IdPV VerdsEquo CCPV | Joan Baldoví                | 17                       |
|             | Vox                                  | Vox                     | Carlos Flores               | 10                       |
|             | Unides Podem- Esquerra Unida         | Podem EUPV AV EVPV      | Héctor Illueca              | 8                        |

### Resto de candidaturas
A continuación, se muestra un listado con el resto de candidaturas proclamadas por la Junta Electoral de la Comunidad Valenciana ordenadas alfabéticamente, junto con los candidatos de cada provincia. En negrita se resalta el candidato o la candidata a la presidencia de la Generalidad Valenciana en aquellos casos en que se haya comunicado.
|                                                    | Alianza por el Comercio y la Vivienda (ALIANZA C V)             | Francisco Sánchez Pérez        | María Esther Sanz López | Vicente Palau Lledó           |
|                                                    | Centrats en la nostra terra (CENTRATS)                          |                                | Victor Casino Amiguet   |                               |
|                                                    | Coalició Units (UNITS)                                          | Patricia Granado de la Orden   | Tomás Meliá Alapont     | José Enrique Aguar Vila       |
|                                                    | Decidix (DECIDIX)                                               | Juan Matías Rodglà Martínez    | Juan Luis Musoles Palau | Salvador Miralles Roig        |
|                                                    | Escaños en blanco para dejar escaños vacíos (ESCAÑOS BLANCO)    |                                |                         | Clemente López Giner          |
|                                                    | Esquerra Republicana del País Valencià (ERPV)                   | Joan Francesc Martínez Tortosa | Josep Barberà i Sorlí   | Maria Pérez i Company         |
|                                                    | Los Verdes-Ecopacifistas (CENTRO MODERADO)                      | Juan Calero Luna               |                         |                               |
|                                                    | Partido Alicantino Regionalista-Esperanza Ciudadana (PAR-Es.C.) | José Juan Muñoz Gómez          |                         |                               |
|                                                    | Partido Animalista Con el Medio Ambiente (PACMA)                | Paloma Jerez Cabello           |                         | Óscar Pastor Bárcenas         |
|                                                    | Partido Comunista de los Pueblos de España (PCPE)               | Julio Díaz Díaz                | Kevin Álvarez Cuesta    | Manuel Lezcano González       |
|                                                    | Por un Mundo Más Justo (PUM+J)                                  |                                |                         | Luis María de Mazarredo Aznar |
|                                                    | Recortes Cero (RECORTES CERO)                                   | Gertrudis Hurtado García       | Juana Villena Paterna   | Joan Enric Cunyat Tamarit     |
|                                                    | República Valenciana/Partit Valencianiste Europeu (RVPVE)       | Dolors Alexandre Ivorra        | Joaquim Meneu Gayà      | Joaquim Cunyà i Alcover       |
| Fuente: Junta Electoral de la Comunidad Valenciana |                                                                 |                                |                         |                               |

## Campaña electoral
La campaña electoral, tal y como recoge la ley electoral, arrancó dos semanas antes de las elecciones, a las cero horas del día 12 de mayo, y finalizó a las veinticuatro horas del día 26 de mayo con una duración total de 15 días.

### Lemas electorales
| Partido político | Partido político | Lema                       |
| ---------------- | ---------------- | -------------------------- |
|                  | PSPV-PSOE        | El President               |
|                  | PPCV             | El cambio que mereces      |
|                  | Ciudadanos       | Libres y decisivos         |
|                  | Compromís        | Per tot el que importa     |
|                  | Vox              | Cuida lo tuyo              |
|                  | UP-EUPV          | Valentia per a transformar |

### Debates electorales
- 25 de mayo. Debate en la televisión pública valenciana À Punt entre los candidatos de los seis partidos con representación política en las Cortes Valencianas: Ximo Puig (PSPV-PSOE), Carlos Mazón (PPCV), Mamen Peris (CS), Joan Baldoví (Compromís), Carlos Flores (Vox) y Héctor Illueca (UP-EUPV). Estuvo moderado por los periodistas Mathies Muñoz y Marta Ventura.

## Encuestas previas a las elecciones
| Sondeos de intención de voto                                                                                                   | Sondeos de intención de voto | Sondeos de intención de voto | PSPV-PSOE | Compromís | UP        | PPCV    | Ciudadanos | Vox     | Otros + blanco (ǂ) | Diferencia |
| Sondeos de intención de voto                                                                                                   | Sondeos de intención de voto | Sondeos de intención de voto | izquierda | izquierda | izquierda | Derecha | Derecha    | Derecha | Otros + blanco (ǂ) | Diferencia |
| --- | ---------------------------- | ---------------------------- | --------- | --------- | --------- | ------- | ---------- | ------- | ------------------ | ---------- |
| Resultado elecciones 2019 | Bloque                       | Porcentaje                   | 50,9 %    | 50,9 %    | 50,9 %    | 46,7 %  | 46,7 %     | 46,7 %  | -                  | 4,2        |
| Resultado elecciones 2019 | Bloque                       | Escaños                      | 52        | 52        | 52        | 47      | 47         | 47      | -                  | 5          |
| Resultado elecciones 2019 |                              |                              |           |           |           |         |            |         |                    |            |
| Resultado elecciones 2019 | Partido                      | Porcentaje                   | 26,5 %    | 16,4 %    | 8,0 %     | 18,9 %  | 17,4 %     | 10,4 %  | 3,5 %              | 7,6        |
| Resultado elecciones 2019 | Partido                      | Escaños                      | 27        | 17        | 8         | 19      | 18         | 10      | -                  | 8          |
| 2019 |                              |                              |           |           |           |         |            |         |                    |            |
| Invest Group (900)-EPI (Levante-EMV) Margen de error: ± ¿? % Fecha toma de datos: del 23 de septiembre al 1 de octubre de 2019 | Bloque                       | Porcentaje                   | 56,5 %    | 56,5 %    | 56,5 %    | 40,5 %  | 40,5 %     | 40,5 %  | -                  | 16,0       |
| Invest Group (900)-EPI (Levante-EMV) Margen de error: ± ¿? % Fecha toma de datos: del 23 de septiembre al 1 de octubre de 2019 | Bloque                       | Escaños                      | 59        | 59        | 59        | 40      | 40         | 40      | -                  | 19         |
| Invest Group (900)-EPI (Levante-EMV) Margen de error: ± ¿? % Fecha toma de datos: del 23 de septiembre al 1 de octubre de 2019 |                              |                              |           |           |           |         |            |         |                    |            |
| Invest Group (900)-EPI (Levante-EMV) Margen de error: ± ¿? % Fecha toma de datos: del 23 de septiembre al 1 de octubre de 2019 | Partido                      | Porcentaje                   | 32,6 %    | 16,5 %    | 7,4 %     | 21,8 %  | 10,0 %     | 8,7 %   | -                  | 10,8       |
| Invest Group (900)-EPI (Levante-EMV) Margen de error: ± ¿? % Fecha toma de datos: del 23 de septiembre al 1 de octubre de 2019 | Partido                      | Escaños                      | 35        | 18        | 6         | 22      | 10         | 8       | -                  | 13         |
| 2020 |                              |                              |           |           |           |         |            |         |                    |            |
| Sym Consulting (1695)-El Electoral Margen de error: ± 2,4 % Fecha toma de datos: del 19 al 21 de mayo de 2020                  | Bloque                       | Porcentaje                   | 47,2 %    | 47,2 %    | 47,2 %    | 49,3 %  | 49,3 %     | 49,3 %  | -                  | 2,1        |
| Sym Consulting (1695)-El Electoral Margen de error: ± 2,4 % Fecha toma de datos: del 19 al 21 de mayo de 2020                  | Bloque                       | Escaños                      | 49        | 49        | 49        | 50      | 50         | 50      | -                  | 1          |
| Sym Consulting (1695)-El Electoral Margen de error: ± 2,4 % Fecha toma de datos: del 19 al 21 de mayo de 2020                  |                              |                              |           |           |           |         |            |         |                    |            |
| Sym Consulting (1695)-El Electoral Margen de error: ± 2,4 % Fecha toma de datos: del 19 al 21 de mayo de 2020                  | Partido                      | Porcentaje                   | 24,6 %    | 15,2 %    | 7,4 %     | 23,4 %  | 12,0 %     | 13,9 %  | -                  | 1,2        |
| Sym Consulting (1695)-El Electoral Margen de error: ± 2,4 % Fecha toma de datos: del 19 al 21 de mayo de 2020                  | Partido                      | Escaños                      | 26/27     | 14/16     | 7/8       | 25/26   | 11         | 14/15   | -                  | 1          |
| |                              |                              |           |           |           |         |            |         |                    |            |
| Demoscopia y Servicios (1000)-ESDiario.com Margen de error: ±3,10 % Fecha toma de datos: del 17 al 20 de junio de 2020         | Bloque                       | Porcentaje                   | 44,9 %    | 44,9 %    | 44,9 %    | 43,2 %  | 43,2 %     | 43,2 %  | -                  | 1,7        |
| Demoscopia y Servicios (1000)-ESDiario.com Margen de error: ±3,10 % Fecha toma de datos: del 17 al 20 de junio de 2020         | Bloque                       | Escaños                      | 51        | 51        | 51        | 48      | 48         | 48      | -                  | 3          |
| Demoscopia y Servicios (1000)-ESDiario.com Margen de error: ±3,10 % Fecha toma de datos: del 17 al 20 de junio de 2020         |                              |                              |           |           |           |         |            |         |                    |            |
| Demoscopia y Servicios (1000)-ESDiario.com Margen de error: ±3,10 % Fecha toma de datos: del 17 al 20 de junio de 2020         | Partido                      | Porcentaje                   | 27,3 %    | 10,3 %    | 7,3 %     | 25,6 %  | 2,1 %      | 15,5 %  | -                  | 1,7        |
| Demoscopia y Servicios (1000)-ESDiario.com Margen de error: ±3,10 % Fecha toma de datos: del 17 al 20 de junio de 2020         | Partido                      | Escaños                      | 28        | 15        | 8         | 27      | 8          | 13      | -                  | 1          |
| |                              |                              |           |           |           |         |            |         |                    |            |
| SyM Consulting (1706)-El Periódico de Aquí Margen error: ±2,40 % Fecha toma de datos: del 24 al 27 de septiembre de 2020       | Bloque                       | Porcentaje                   | 52,2 %    | 52,2 %    | 52,2 %    | 44,6 %  | 44,6 %     | 44,6 %  | -                  | 7,6        |
| SyM Consulting (1706)-El Periódico de Aquí Margen error: ±2,40 % Fecha toma de datos: del 24 al 27 de septiembre de 2020       | Bloque                       | Escaños                      | 53        | 53        | 53        | 46      | 46         | 46      | -                  | 7          |
| SyM Consulting (1706)-El Periódico de Aquí Margen error: ±2,40 % Fecha toma de datos: del 24 al 27 de septiembre de 2020       |                              |                              |           |           |           |         |            |         |                    |            |
| SyM Consulting (1706)-El Periódico de Aquí Margen error: ±2,40 % Fecha toma de datos: del 24 al 27 de septiembre de 2020       | Partido                      | Porcentaje                   | 23,6 %    | 16,8 %    | 11,8 %    | 18,4 %  | 9,4 %      | 16,8 %  | -                  | 5,2        |
| SyM Consulting (1706)-El Periódico de Aquí Margen error: ±2,40 % Fecha toma de datos: del 24 al 27 de septiembre de 2020       | Partido                      | Escaños                      | 25/26     | 17/18     | 10/12     | 19/20   | 7/8        | 18      | -                  | 5          |
| |                              |                              |           |           |           |         |            |         |                    |            |
| Invest Group (-)-EPI (Levante-EMV) Margen de error: ± ¿? % Fecha toma de datos: del 23 de septiembre al 1 de octubre de 2020   | Bloque                       | Porcentaje                   | 57,4 %    | 57,4 %    | 57,4 %    | 38,3 %  | 38,3 %     | 38,3 %  | -                  | 19,1       |
| Invest Group (-)-EPI (Levante-EMV) Margen de error: ± ¿? % Fecha toma de datos: del 23 de septiembre al 1 de octubre de 2020   | Bloque                       | Escaños                      | 60        | 60        | 60        | 39      | 39         | 39      | -                  | 21         |
| Invest Group (-)-EPI (Levante-EMV) Margen de error: ± ¿? % Fecha toma de datos: del 23 de septiembre al 1 de octubre de 2020   |                              |                              |           |           |           |         |            |         |                    |            |
| Invest Group (-)-EPI (Levante-EMV) Margen de error: ± ¿? % Fecha toma de datos: del 23 de septiembre al 1 de octubre de 2020   | Partido                      | Porcentaje                   | 32,7 %    | 14,8 %    | 9,9 %     | 19,6 %  | 7,6 %      | 11,1 %  | -                  | 13,1       |
| Invest Group (-)-EPI (Levante-EMV) Margen de error: ± ¿? % Fecha toma de datos: del 23 de septiembre al 1 de octubre de 2020   | Partido                      | Escaños                      | 36        | 15        | 9         | 21      | 7          | 11      | -                  | 15         |
| 2021 |                              |                              |           |           |           |         |            |         |                    |            |
| Demoscopia y Servicios (1800)-ESDiario.com Margen de error: ±2,30 % Fecha toma de datos: del 1 al 5 de marzo de 2021           | Bloque                       | Porcentaje                   | 50,8 %    | 50,8 %    | 50,8 %    | 46,8 %  | 46,8 %     | 46,8 %  | -                  | 4,0        |
| Demoscopia y Servicios (1800)-ESDiario.com Margen de error: ±2,30 % Fecha toma de datos: del 1 al 5 de marzo de 2021           | Bloque                       | Escaños                      | 51        | 51        | 51        | 48      | 48         | 48      | -                  | 3          |
| Demoscopia y Servicios (1800)-ESDiario.com Margen de error: ±2,30 % Fecha toma de datos: del 1 al 5 de marzo de 2021           |                              |                              |           |           |           |         |            |         |                    |            |
| Demoscopia y Servicios (1800)-ESDiario.com Margen de error: ±2,30 % Fecha toma de datos: del 1 al 5 de marzo de 2021           | Partido                      | Porcentaje                   | 28,4 %    | 15,5 %    | 6,9 %     | 22,2 %  | 7,0 %      | 17,6 %  | -                  | 6,2        |
| Demoscopia y Servicios (1800)-ESDiario.com Margen de error: ±2,30 % Fecha toma de datos: del 1 al 5 de marzo de 2021           | Partido                      | Escaños                      | 31        | 15        | 5         | 23      | 6          | 19      | -                  | 8          |
| |                              |                              |           |           |           |         |            |         |                    |            |
| Invest Group (-) - EPI (Levante-EMV) Margen de error: ± ¿? % Fecha toma de datos: del 20 al 29 de septiembre de 2021           | Bloque                       | Porcentaje                   | 55,9 %    | 55,9 %    | 55,9 %    | 37,8 %  | 37,8 %     | 37,8 %  | -                  | 18,1       |
| Invest Group (-) - EPI (Levante-EMV) Margen de error: ± ¿? % Fecha toma de datos: del 20 al 29 de septiembre de 2021           | Bloque                       | Escaños                      | 62        | 62        | 62        | 37      | 37         | 37      | -                  | 25         |
| Invest Group (-) - EPI (Levante-EMV) Margen de error: ± ¿? % Fecha toma de datos: del 20 al 29 de septiembre de 2021           |                              |                              |           |           |           |         |            |         |                    |            |
| Invest Group (-) - EPI (Levante-EMV) Margen de error: ± ¿? % Fecha toma de datos: del 20 al 29 de septiembre de 2021           | Partido                      | Porcentaje                   | 31,3 %    | 15,4 %    | 9,2 %     | 21,6 %  | 3,4 %      | 12,8 %  | -                  | 9,7        |
| Invest Group (-) - EPI (Levante-EMV) Margen de error: ± ¿? % Fecha toma de datos: del 20 al 29 de septiembre de 2021           | Partido                      | Escaños                      | 36        | 16        | 10        | 24      | 0          | 13      | -                  | 12         |
| |                              |                              |           |           |           |         |            |         |                    |            |
| SyM Consulting (2565)-El Periódico de Aquí Margen error: ±2,50 % Fecha toma de datos: del 28¡ al 30 de septiembre de 2021      | Bloque                       | Porcentaje                   | 48,1 %    | 48,1 %    | 48,1 %    | 47,4 %  | 47,4 %     | 47,4 %  | -                  | 0,7        |
| SyM Consulting (2565)-El Periódico de Aquí Margen error: ±2,50 % Fecha toma de datos: del 28¡ al 30 de septiembre de 2021      | Bloque                       | Escaños                      | 50        | 50        | 50        | 49      | 49         | 49      | -                  | 1          |
| SyM Consulting (2565)-El Periódico de Aquí Margen error: ±2,50 % Fecha toma de datos: del 28¡ al 30 de septiembre de 2021      |                              |                              |           |           |           |         |            |         |                    |            |
| SyM Consulting (2565)-El Periódico de Aquí Margen error: ±2,50 % Fecha toma de datos: del 28¡ al 30 de septiembre de 2021      | Partido                      | Porcentaje                   | 24,5 %    | 17,1 %    | 6,5 %     | 29,5 %  | 2,0 %      | 15,9 %  | -                  | 5          |
| SyM Consulting (2565)-El Periódico de Aquí Margen error: ±2,50 % Fecha toma de datos: del 28¡ al 30 de septiembre de 2021      | Partido                      | Escaños                      | 26/28     | 17        | 7         | 30/33   | 0          | 17      | -                  | 5          |
| |                              |                              |           |           |           |         |            |         |                    |            |
| Sigmados (3700)-El Mundo Margen error: ±2,40 % Fecha toma de datos: del 14 al 18 de octubre de 2021                            | Bloque                       | Porcentaje                   | 49,8 %    | 49,8 %    | 49,8 %    | 47,7 %  | 47,7 %     | 47,7 %  | -                  | 2,1        |
| Sigmados (3700)-El Mundo Margen error: ±2,40 % Fecha toma de datos: del 14 al 18 de octubre de 2021                            | Bloque                       | Escaños                      | 51        | 51        | 51        | 48      | 48         | 48      | -                  | 2          |
| Sigmados (3700)-El Mundo Margen error: ±2,40 % Fecha toma de datos: del 14 al 18 de octubre de 2021                            |                              |                              |           |           |           |         |            |         |                    |            |
| Sigmados (3700)-El Mundo Margen error: ±2,40 % Fecha toma de datos: del 14 al 18 de octubre de 2021                            | Partido                      | Porcentaje                   | 27,6 %    | 14,7 %    | 7,5 %     | 28,3 %  | 4,5 %      | 14,9 %  | 3,3 %              | 0,7        |
| Sigmados (3700)-El Mundo Margen error: ±2,40 % Fecha toma de datos: del 14 al 18 de octubre de 2021                            | Partido                      | Escaños                      | 30/31     | 14        | 6/7       | 30/32   | 0/2        | 15/16   | -                  | 0/1        |
| 2022 |                              |                              |           |           |           |         |            |         |                    |            |
| Electomanía.es (1234) Margen error: 2,40̤% Fecha toma de datos: del 26 de junio al 3 de julio de 2022                           | Bloque                       | Porcentaje                   | 46,5 %    | 46,5 %    | 46,5 %    | 50,4 %  | 50,4 %     | 50,4 %  | -                  | 3,9        |
| Electomanía.es (1234) Margen error: 2,40̤% Fecha toma de datos: del 26 de junio al 3 de julio de 2022                           | Bloque                       | Escaños                      | 47        | 47        | 47        | 52      | 52         | 52      | -                  | 5          |
| Electomanía.es (1234) Margen error: 2,40̤% Fecha toma de datos: del 26 de junio al 3 de julio de 2022                           |                              |                              |           |           |           |         |            |         |                    |            |
| Electomanía.es (1234) Margen error: 2,40̤% Fecha toma de datos: del 26 de junio al 3 de julio de 2022                           | Partido                      | Porcentaje                   | 24,8 %    | 14,5 %    | 7,2 %     | 29,4 %  | 2,4 %      | 18,6 %  | -                  | 4,6        |
| Electomanía.es (1234) Margen error: 2,40̤% Fecha toma de datos: del 26 de junio al 3 de julio de 2022                           | Partido                      | Escaños                      | 27        | 14        | 6         | 32      | 0          | 20      | -                  | 5          |
| |                              |                              |           |           |           |         |            |         |                    |            |
| SyM Consulting (2400)-El Periódico de Aquí Margen error: ±3,34 % Fecha toma de datos: del 10 al 14 de septiembre de 2022       | Bloque                       | Porcentaje                   |           |           |           |         |            |         | -                  |            |
| SyM Consulting (2400)-El Periódico de Aquí Margen error: ±3,34 % Fecha toma de datos: del 10 al 14 de septiembre de 2022       | Bloque                       | Escaños                      | 52        | 52        | 52        | 47      | 47         | 47      | -                  | 5          |
| SyM Consulting (2400)-El Periódico de Aquí Margen error: ±3,34 % Fecha toma de datos: del 10 al 14 de septiembre de 2022       |                              |                              |           |           |           |         |            |         |                    |            |
| SyM Consulting (2400)-El Periódico de Aquí Margen error: ±3,34 % Fecha toma de datos: del 10 al 14 de septiembre de 2022       | Partido                      | Porcentaje                   |           |           |           |         |            |         | -                  |            |
| SyM Consulting (2400)-El Periódico de Aquí Margen error: ±3,34 % Fecha toma de datos: del 10 al 14 de septiembre de 2022       | Partido                      | Escaños                      | 25/26     | 17/18     | 9/10      | 30/32   | 0          | 15/16   | -                  | 5          |
| |                              |                              |           |           |           |         |            |         |                    |            |
| Gesop (1510)-EPI (Levante-EMV) Margen de error: ± ¿? % Fecha toma de datos: del 20 de septiembre al 1 de octubre de 2022       | Bloque                       | Porcentaje                   | 49,7 %    | 49,7 %    | 49,7 %    | 45,0 %  | 45,0 %     | 45,0 %  | -                  | 4,7        |
| Gesop (1510)-EPI (Levante-EMV) Margen de error: ± ¿? % Fecha toma de datos: del 20 de septiembre al 1 de octubre de 2022       | Bloque                       | Escaños                      | 53        | 53        | 53        | 46      | 46         | 46      | -                  | 6          |
| Gesop (1510)-EPI (Levante-EMV) Margen de error: ± ¿? % Fecha toma de datos: del 20 de septiembre al 1 de octubre de 2022       |                              |                              |           |           |           |         |            |         |                    |            |
| Gesop (1510)-EPI (Levante-EMV) Margen de error: ± ¿? % Fecha toma de datos: del 20 de septiembre al 1 de octubre de 2022       | Partido                      | Porcentaje                   | 28,3 %    | 15,3 %    | 6,1 %     | 30,2 %  | 2,9 %      | 11,9 %  | -                  | 1,9        |
| Gesop (1510)-EPI (Levante-EMV) Margen de error: ± ¿? % Fecha toma de datos: del 20 de septiembre al 1 de octubre de 2022       | Partido                      | Escaños                      | 33        | 15        | 5         | 34      | 0          | 12      | -                  | 1          |
| |                              |                              |           |           |           |         |            |         |                    |            |
| Demoscopia y Servicios (1800)-ESDiario.com Margen de error: ±2,30 % Fecha toma de datos: del 3 al 5 de octubre de 2022         | Bloque                       | Porcentaje                   | 46,4 %    | 46,4 %    | 46,4 %    | 49,5 %  | 49,5 %     | 49,5 %  | -                  | 3,1        |
| Demoscopia y Servicios (1800)-ESDiario.com Margen de error: ±2,30 % Fecha toma de datos: del 3 al 5 de octubre de 2022         | Bloque                       | Escaños                      | 54        | 54        | 54        | 45      | 45         | 45      | -                  | 9          |
| Demoscopia y Servicios (1800)-ESDiario.com Margen de error: ±2,30 % Fecha toma de datos: del 3 al 5 de octubre de 2022         |                              |                              |           |           |           |         |            |         |                    |            |
| Demoscopia y Servicios (1800)-ESDiario.com Margen de error: ±2,30 % Fecha toma de datos: del 3 al 5 de octubre de 2022         | Partido                      | Porcentaje                   | 28,8 %    | 10,3 %    | 7,3 %     | 31,9 %  | 2,1 %      | 15,5 %  | -                  | 3,1        |
| Demoscopia y Servicios (1800)-ESDiario.com Margen de error: ±2,30 % Fecha toma de datos: del 3 al 5 de octubre de 2022         | Partido                      | Escaños                      | 31        | 16        | 7         | 35      | 0          | 10      | -                  | 4          |
| |                              |                              |           |           |           |         |            |         |                    |            |
| SocioMétrica (-)-El Español Margen de error: ±2,30 % Fecha toma de datos: del 3 al 5 de octubre de 2022                        | Bloque                       | Porcentaje                   | 46,4 %    | 46,4 %    | 46,4 %    | 49,5 %  | 49,5 %     | 49,5 %  | -                  | 3,1        |
| SocioMétrica (-)-El Español Margen de error: ±2,30 % Fecha toma de datos: del 3 al 5 de octubre de 2022                        | Bloque                       | Escaños                      | 54        | 54        | 54        | 45      | 45         | 45      | -                  | 9          |
| SocioMétrica (-)-El Español Margen de error: ±2,30 % Fecha toma de datos: del 3 al 5 de octubre de 2022                        |                              |                              |           |           |           |         |            |         |                    |            |
| SocioMétrica (-)-El Español Margen de error: ±2,30 % Fecha toma de datos: del 3 al 5 de octubre de 2022                        | Partido                      | Porcentaje                   | 28,8 %    | 10,3 %    | 7,3 %     | 31,9 %  | 2,1 %      | 15,5 %  | -                  | 3,1        |
| SocioMétrica (-)-El Español Margen de error: ±2,30 % Fecha toma de datos: del 3 al 5 de octubre de 2022                        | Partido                      | Escaños                      | 31        | 16        | 7         | 35      | 0          | 10      | -                  | 4          |
| 2023 |                              |                              |           |           |           |         |            |         |                    |            |
| SigmaDos (-)-Las Provincias Margen de error: ± ¿? % Fecha toma de datos: Febrero de 2023                                       | Bloque                       | Porcentaje                   |           |           |           |         |            |         | -                  |            |
| SigmaDos (-)-Las Provincias Margen de error: ± ¿? % Fecha toma de datos: Febrero de 2023                                       | Bloque                       | Escaños                      | 49        | 49        | 49        | 50      | 50         | 50      | -                  | 1          |
| SigmaDos (-)-Las Provincias Margen de error: ± ¿? % Fecha toma de datos: Febrero de 2023                                       |                              |                              |           |           |           |         |            |         |                    |            |
| SigmaDos (-)-Las Provincias Margen de error: ± ¿? % Fecha toma de datos: Febrero de 2023                                       | Partido                      | Porcentaje                   |           |           |           |         |            |         | -                  |            |
| SigmaDos (-)-Las Provincias Margen de error: ± ¿? % Fecha toma de datos: Febrero de 2023                                       | Partido                      | Escaños                      | 28/29     | 14/16     | 5         | 34/36   | 0          | 15      | -                  | 6/7        |
| |                              |                              |           |           |           |         |            |         |                    |            |
| Sigma Dos (-)-Electográfica Margen de error: ± ¿? % Fecha toma de datos: 2 de marzo de 2023                                    | Bloque                       | Porcentaje                   | 47,1 %    | 47,1 %    | 47,1 %    | 50,3 %  | 50,3 %     | 50,3 %  | -                  | 3,2        |
| Sigma Dos (-)-Electográfica Margen de error: ± ¿? % Fecha toma de datos: 2 de marzo de 2023                                    | Bloque                       | Escaños                      | 49        | 49        | 49        | 50      | 50         | 50      | -                  | 1          |
| Sigma Dos (-)-Electográfica Margen de error: ± ¿? % Fecha toma de datos: 2 de marzo de 2023                                    |                              |                              |           |           |           |         |            |         |                    |            |
| Sigma Dos (-)-Electográfica Margen de error: ± ¿? % Fecha toma de datos: 2 de marzo de 2023                                    | Partido                      | Porcentaje                   | 25,6 %    | 15,9 %    | 5,6 %     | 31,9 %  | 3,1 %      | 15,3 %  | -                  | 6,3 pp     |
| Sigma Dos (-)-Electográfica Margen de error: ± ¿? % Fecha toma de datos: 2 de marzo de 2023                                    | Partido                      | Escaños                      | 28/29     | 14/16     | 5/6       | 34/36   | 0          | 14/15   | -                  | 6          |
| |                              |                              |           |           |           |         |            |         |                    |            |
| GFK (-)-Electográfica Margen de error: ± ¿? % Fecha toma de datos: 31 de marzo de 2023                                         | Bloque                       | Porcentaje                   |           |           |           |         |            |         | -                  |            |
| GFK (-)-Electográfica Margen de error: ± ¿? % Fecha toma de datos: 31 de marzo de 2023                                         | Bloque                       | Escaños                      | 49        | 49        | 49        | 50      | 50         | 50      | -                  | 1          |
| GFK (-)-Electográfica Margen de error: ± ¿? % Fecha toma de datos: 31 de marzo de 2023                                         | Partido                      | Porcentaje                   |           |           |           |         |            |         | -                  |            |
| GFK (-)-Electográfica Margen de error: ± ¿? % Fecha toma de datos: 31 de marzo de 2023                                         | Partido                      | Escaños                      | 25/26     | 18/20     | 4/5       | 31/32   | 3/4        | 12/14   | -                  | 6/7        |
| |                              |                              |           |           |           |         |            |         |                    |            |
| DatosRTVE (-)-RTVE Margen de error: ± ¿? % Fecha toma de datos: 14 de abril de 2023                                            | Bloque                       | Porcentaje                   | 41,2 %    | 41,2 %    | 41,2 %    | 41,2 %  | 41,2 %     | 41,2 %  | -                  | -          |
| DatosRTVE (-)-RTVE Margen de error: ± ¿? % Fecha toma de datos: 14 de abril de 2023                                            | Bloque                       | Escaños                      | 50        | 50        | 50        | 49      | 49         | 49      | -                  | 1          |
| DatosRTVE (-)-RTVE Margen de error: ± ¿? % Fecha toma de datos: 14 de abril de 2023                                            |                              |                              |           |           |           |         |            |         |                    |            |
| DatosRTVE (-)-RTVE Margen de error: ± ¿? % Fecha toma de datos: 14 de abril de 2023                                            | Partido                      | Porcentaje                   | 21,4 %    | 15,1 %    | 4,7 %     | 26,5 %  | 2,0 %      | 12,7 %  | -                  | 5,1        |
| DatosRTVE (-)-RTVE Margen de error: ± ¿? % Fecha toma de datos: 14 de abril de 2023                                            | Partido                      | Escaños                      | 29        | 16        | 5         | 34      | 0          | 15      | -                  | 5          |

## Jornada electoral

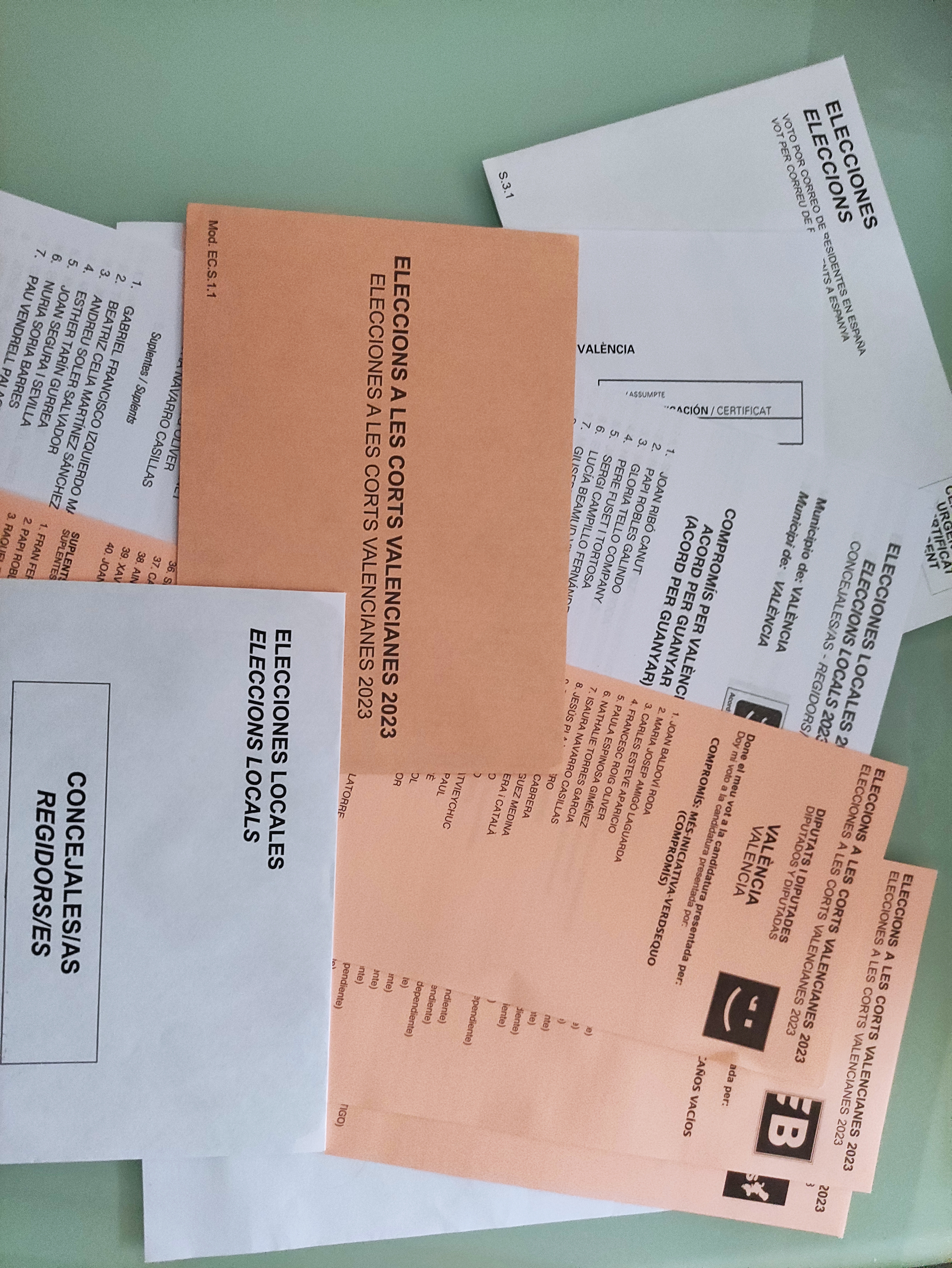
En esta ocasión las papeletas volvieron a ser de color salmón

La jornada electoral comenzó en los 2221 colegios electorales de la Comunidad Valenciana a las 8:00 horas de la mañana con la constitución de las 6169 mesas electorales en sus sedes por parte de los presidentes de mesa, vocales y suplentes, la presentación de los interventores de los partidos políticos y la constatación de la presencia de todos los elementos necesarios para la votación. Tras levantarse el acta de constitución de mesa, a las 8:30 horas, los colegios electorales abrieron sus puertas a las 9:00 horas de la mañana para que los ciudadanos inscritos en ellos empezaran a votar.

### Participación
|  | 45,66 % |

|  | 43,69 % |

|  | 61,38 % |

|  | 58,27 % |

|  | 73,72 % |

|  | 69,01 % |

#### Voto por correo CER y CERA
La tabla muestra la comparación de solicitudes de voto por correo aceptadas para las elecciones del 28 de mayo de 2023 con las de las elecciones de 2019, tanto del censo electoral de españoles residentes en España (CER) como del censo electoral de españoles residentes-ausentes que viven en el extranjero (CERA).
| ← Elecciones a las Cortes Valencianas de 2023 → Voto por correo | ← Elecciones a las Cortes Valencianas de 2023 → Voto por correo | ← Elecciones a las Cortes Valencianas de 2023 → Voto por correo | ← Elecciones a las Cortes Valencianas de 2023 → Voto por correo | ← Elecciones a las Cortes Valencianas de 2023 → Voto por correo | ← Elecciones a las Cortes Valencianas de 2023 → Voto por correo | ← Elecciones a las Cortes Valencianas de 2023 → Voto por correo | ← Elecciones a las Cortes Valencianas de 2023 → Voto por correo |
| Circunscripción                                                 | CER                                                             | CER                                                             | CER                                                             | CERA                                                            | CERA                                                            | CERA                                                            |                                                                 |
| Circunscripción                                                 | 2019                                                            | 2023                                                            | Crecimiento · Decrecimiento                                     | 2019                                                            | 2023                                                            | Crecimiento · Decrecimiento                                     |                                                                 |
| --------------------------------------------------------------- | --------------------------------------------------------------- | --------------------------------------------------------------- | --------------------------------------------------------------- | --------------------------------------------------------------- | --------------------------------------------------------------- | --------------------------------------------------------------- | --------------------------------------------------------------- |
| Alicante                                                        | 47 457                                                          | 26 114                                                          | 21 343                                                          | 3927                                                            | 3446                                                            | 481                                                             |                                                                 |
| Castellón                                                       | 14 603                                                          | 10 831                                                          | 4091                                                            | 1271                                                            | 915                                                             | 356                                                             |                                                                 |
| Valencia                                                        | 127 595                                                         | 48 012                                                          | 79 583                                                          | 6944                                                            | 5726                                                            | 1218                                                            |                                                                 |
|                                                                 |                                                                 |                                                                 |                                                                 |                                                                 |                                                                 |                                                                 |                                                                 |
| TOTAL CV                                                        | 189 655                                                         | 84 957                                                          | 105 017                                                         | 12 142                                                          | 10 087                                                          | 2055                                                            |                                                                 |
| Fuente: Generalidad Valenciana                                  |                                                                 |                                                                 |                                                                 |                                                                 |                                                                 |                                                                 |                                                                 |

### Resultado

#### Autonómico
|  | 35,75 % |

|  | 28,70 % |

|  | 14,51 % |

|  | 12,57 % |

|  | 3,57 % |

|  | 1,50 % |

|  | 2,13 % |

|  | 1,25 % |

|  | 66,96 % |

#### Por circunscripciones
|  | 63,28 % |

|  | 68,18 % |

|  | 69,10 % |

#### Diputados electos
Tras estos resultados, la Junta Electoral de la Comunidad Valenciana proclamó como diputados de las Cortes Valencianas para la legislatura 2023-2027 a los siguientes candidatos:
| Elecciones a las Cortes Valencianas de 2023 Diputados electos | Elecciones a las Cortes Valencianas de 2023 Diputados electos | Elecciones a las Cortes Valencianas de 2023 Diputados electos | Elecciones a las Cortes Valencianas de 2023 Diputados electos | Elecciones a las Cortes Valencianas de 2023 Diputados electos |
| Candidatura                                                   | Candidatura                                                   | Alicante | Castellón | Valencia |
| ------------------------------------------------------------- | ------------------------------------------------------------- | --- | --- | --- |
|                                                               | PPCV (40 diputados)                                           | 1. Carlos Arturo Mazón Guixot 2. María Gómez García 3. Juan Francisco Pérez Llorca 4. Lucía Peral Mateos 5. José Antonio Rovira Jover 6. Julia Parra Aparicio 7. Eduardo Jorge Dolón Sánchez 8. María del Rosario Escrig Llinares 9. José Ramón González de Zarate Unamuno 10. José Juan Zaplana López 11. Francisco Javier Sendra Mengual 12. Eva Ortiz Vilella 13. Fernando Pastor Llorens 14. María Luisa Gayo Madera 15. Noelia Císcar Martínez | 1. Alberto Fabra Part 2. Marta Barrachina Mateu 3. Miguel Barrachina Ros 4. Salomé Pradas Ten 5. Rubén Ibáñez Bordonau 6. Susana Fabregat Carrasquer 7. Salvador Aguilella Ramos 8. Beatriz Gascó Enríquez 9. Adoración Llop Montón 10. Wenceslao Alós Valls | 1. María José Català Verdet 2. Vicente José Mompó Aledo 3. Pablo G. Broseta Dupre 4. Elena María Bastidas Bono 5. Víctor Soler Beneyto 6. Francisca Bartual Bermell 7. Ruth María Merino Peña 8. Alfredo Cesáreo Castelló Sáez 9. María Dolores Roch Cazorla 10. Ernesto Fernández Pardo 11. Magdalena María González la Red 12. Laura Chulià Serra 13. Vicente Betoret Coll 14. Verónica Marcos Puig 15. Felipe Javier Carrasco Torres |
|                                                               | PSPV-PSOE (31 diputados)                                      | 1. Josefina Bueno Alonso 2. Laura Soler Azorín 3. Yaissel Sánchez Orta 4. David Bernardo López Lluch 5. Mario Villar García 6. Charo Navalón García 7. Mayte García Madrid 8. José Chulvi Español 9. Ramón Abad Soler 10. Marisa Navarro Forcada 11. Nuria Pina Huertas | 1. Rafael Simó Sancho 2. María José Salvador Rubert 3. Silvia Gómez Rey 4. José Luis Lorenz Andrés 5. Ana María Besalduch Besalduch 6. Rocío Ibáñez Candelera 7. Ernest Blanch Marín 8. Carlos Laguna Asensi                                                 | 1. Joaquim Francesc Puig Ferrer 2. Rebeca Mariola Torró Soler 3. Arcadi España García 4. Gabriela Bravo Sanestanislao 5. Miguel Mínguez Pérez 6. Cristina Martínez García 7. Toni Gaspar Ramos 8. Carmen Martínez Ramírez 9. José Muñoz Lladró 10. Mercedes Caballero Hueso 11. Rosa María Peris Cervera 12. Alicia Andújar Durá |
|                                                               | Compromís (15 diputados)                                      | 1. Aitana Joana Mas Mas 2. Gerard Fullana Martínez 3. María José Calabuig Vanyó 4. Juan Bordera Romá | 1. Vicent Marzà Ibáñez 2. Verònica Ruiz Escrig 3. Mònica Álvaro Cerezo | 1. Joan Baldoví Roda 2. Maria Josep Amigó Laguarda 3. Carles Esteve Aparicio 4. Francesc Roig Oliver 5. Paula Espinosa Giménez 6. Nathalie Torres García 7. Isaura Navarro Casillas 8. Jesús Pla Herrero |
|                                                               | Vox (13 diputados)                                            | 1. Ana Vega Campos 2. David García Gomis 3. Miguel Pascual Pérez 4. Julia María Llopis Noheda 5. María Teresa Ramírez Jurado | 1. María de los Llanos Massó Linares 2. David Muñoz Pérez 3. Jesús Albiol Talaya | 1. Carlos Flores Juberías 2. José María Llanos Pitarch 3. María de los Ángeles Criado Gonzálbez 4. José Luis Aguirre Larrauri 5. Miriam Turiel Mollá |
| Fuente: Cortes Valencianas                                    |                                                               | | | |

## Elección e investidura del presidente de la Generalitat Valenciana
Una vez constituida la cámara, se produjo la votación para la investidura del presidente de la Generalidad Valenciana en las Cortes Valencianas.
| Carlos Mazón (PPCV) | 13 de julio de 2023 Mayoría requerida: absoluta (50/99) | Sí                         | 40 |    |    | 13 | 53/99 |
| Carlos Mazón (PPCV) | 13 de julio de 2023 Mayoría requerida: absoluta (50/99) | No                         |    | 31 | 15 |    | 46/99 |
| Carlos Mazón (PPCV) | 13 de julio de 2023 Mayoría requerida: absoluta (50/99) | Fuente: Cortes Valencianas |    |    |    |    |       |